# Beleavinți
Beleavinți è un comune della Moldavia situato nel distretto di Briceni di 2.274 abitanti al censimento del 2004.